# XX Premis Turia
Els XX Premis Turia foren concedits el 2 de juliol de 2011 per la revista valenciana Cartelera Turia amb la intenció de guardonar les persones i col·lectius que haguessen destacat l'any anterior en qualsevol de les categories i seccions que cobria la revista: cinema (pel·lícula espanyola i estrangera, actor i actriu), teatre, arts plàstiques, literatura, gastronomia, mitjans de comunicació, esports, música i literatura. La llista de guanyadors era escollida per l'equip de redactors i col·laboradors de la revista. Va ser l'última edició en la qual es va concedir el premi a l'actriu porno.
L'entrega es va dur a terme a l'Auditori Casa de Cultura de Burjassot i fou presentada novament per Tonino i Juanjo de la Iglesia, amb l'actuació especial de JuJa Teatre.
El premi consisteix en una estàtua que imitava la que sortia a la mítica pel·lícula El falcó maltès (1950) de John Huston.

## Guardons
Els guanyadors de l'edició foren:
| Categoria                                 | Premiat                    | Labor premiada                   |
| ----------------------------------------- | -------------------------- | -------------------------------- |
| Millor Pel·lícula Espanyola               | Pa negre                   | Agustí Villaronga                |
| Millor Pel·lícula Estrangera              | Das weiße Band             | Michael Haneke                   |
| Millor Opera Prima                        | Planes para mañana         | Juana Macías Alba                |
| Millor Opera Prima                        | Herois                     | Pau Freixas                      |
| Premi Especial Turia                      | Entrelobos                 | Gerardo Olivares                 |
| Millor Actor                              | Antonio de la Torre Martín | Balada triste de trompeta        |
| Millor Actriu Revelació                   | Natasha Yarovenko          | Habitación en Roma               |
| Millor contribució teatral                | Una jornada particular     | la Pavana Teatre (Rodolf Sirera) |
| Millor contribució gastronòmica           | Bodega Montaña (València)  | -                                |
| Millor contribució cultura del vi         | Celler la Muntanya (Muro)  | -                                |
| Millor contribució mitjans de comunicació | Ana Pastor García          | Los desayunos de TVE             |
| Millor contribució cultural del còmic     | Javier Mariscal            |                                  |
| Millor contribució social                 | Ca Revolta                 | 10è Aniversari                   |
| Millor contribució periodística           | JJ Pérez Benlloch          |                                  |
| Premi "La Turia te pone verde"            | Rafa Cebrián               |                                  |
| Millor programa de televisió              | Informe semanal            | TVE                              |
| Millor Actriu Porno Europea               | Dunia Montenegro           |                                  |
| Premi Huevo de Colón                      | Mònica Oltra               | Diputada                         |

## Premi per votació dels lectors
| Categoria                    | Pel·lícula     | Director          |
| ---------------------------- | -------------- | ----------------- |
| Millor pel·lícula espanyola  | Pa negre       | Agustí Villaronga |
| Millor pel·lícula estrangera | Das weiße Band | Michael Haneke    |